# Un americano alla corte di re Artù (film 1931)
Un americano alla corte di Re Artù (A Connecticut Yankee) è un film del 1931 diretto da David Butler; è una commedia fantastica, prima versione sonora del romanzo Un americano alla corte di Re Artù di Mark Twain del 1889.

## Critica
Fantafilm scrive che la pellicola "è interamente al servizio di Will Rogers, l'acclamato divo che negli anni del New Deal meglio di altri sapeva dar voce alla filosofia spicciola dell'americano comune.
La presenza di comprimari affermati e di nascenti star dello schermo conferisce, oggi, al film un fascino retrospettivo che finisce con il prevalere sull'impostazione ideologica datata e in parte estranea al racconto originale. Lo Yankee di Will Rogers è, infatti, concepito dagli sceneggiatori non soltanto come esempio di self-made-man americano [...], ma anche come simbolo di una fede democratica incrollabile e monolitica."